# Bruchpunkt
Der Bruchpunkt (engl. breakdown point) ist eine Kennzahl für die Robustheit eines Schätzers. Der Bruchpunkt gibt dabei den Anteil der Daten an, der benötigt wird, um das Ergebnis des Schätzers beliebig zu verfälschen. Man sagt dann, dass der Schätzer zusammenbricht.

## Endlicher Bruchpunkt
Der endliche Bruchpunkt (engl. finite sample break down point) ist der kleinste Anteil von {\displaystyle n} Beobachtungen, der den Schätzer zusammenbrechen lässt. Er wird mit {\displaystyle \varepsilon _{n}^{*}} bezeichnet.
Das arithmetische Mittel z. B. hat einen endlichen Bruchpunkt von {\displaystyle \varepsilon _{n}^{*}={\frac {1}{n}}}, da bereits ein genügend großer Ausreißer reicht, um seinen Wert beliebig in die Höhe zu treiben. Beim  {\displaystyle \alpha }-getrimmten Mittel müssen bereits mehr als {\displaystyle \lfloor \alpha n\rfloor } Stichproben Ausreißer sein, um einen Einfluss auf die Schätzung zu haben. Der Bruchpunkt liegt also bei 
{\displaystyle \varepsilon _{n}^{*}={\frac {\lfloor \alpha n\rfloor +1}{n}}}

## Asymptotischer Bruchpunkt
Der asymptotische Bruchpunkt, meist einfach nur als der Bruchpunkt bezeichnet, gibt den relativen Anteil der zur Verfälschung der Schätzung benötigten Daten an. Er wird meist mit {\displaystyle \varepsilon ^{*}} bezeichnet.
Ihn erhält man, indem man die Anzahl der Beobachtungen beim endlichen Bruchpunkt gegen unendlich streben lässt, also
{\displaystyle \varepsilon ^{*}=\lim _{n\to \infty }\varepsilon _{n}^{*}}
Somit ergibt sich für das arithmetische Mittel ein Bruchpunkt von {\displaystyle \varepsilon ^{*}=0} und für das {\displaystyle \alpha }-getrimmte Mittel ein Bruchpunkt von {\displaystyle \varepsilon ^{*}=\alpha }